# Maximilian Joseph Limpach

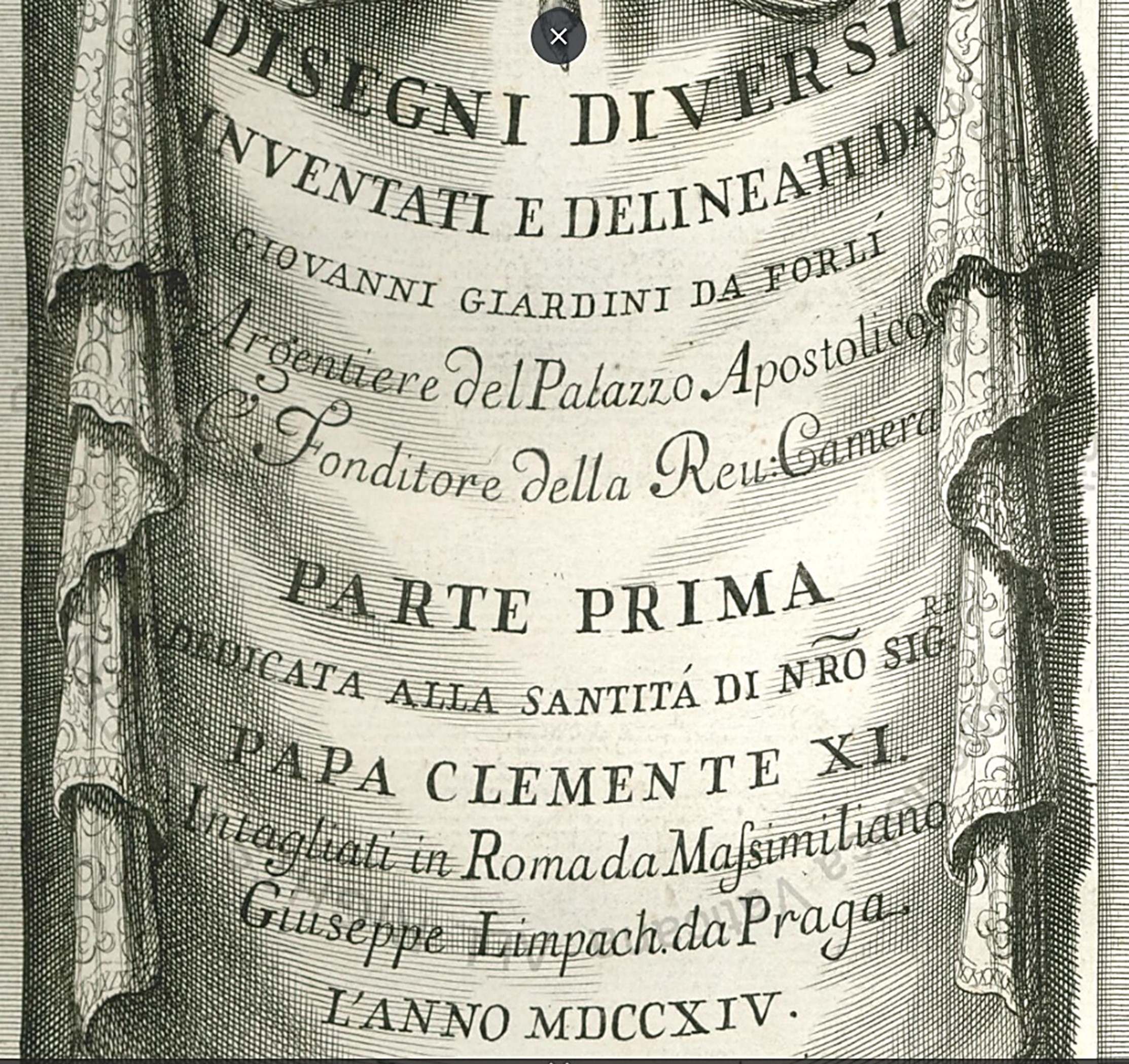
Titulní list sborníku grafických návrhů Giovanniho Giardiniho; rytiny a tisk Maximilian Josef Limpach z Prahy; Řím 1714

Maximilian Joseph Limpach, také Maximilianus Joseph Limpach Pragensis nebo Massimiliano Giuseppe Limpach da Praga, (nesprávně Limpich) byl český rytec a tiskař doby vrcholného baroka, činný mezi lety 1714 a 1769 v Římě, zejména pro papežský dvůr.

## Život a dílo
Narodil se v Praze nejméně 9 let před rokem 1700. Podle Bohumíra Dlabače měl dva bratry, Jakuba a Josefa a všichni tři se stali rytci. Podle hypotézy Benezitova slovníku umělců byl jeho bratr jeden. 
Po příchodu do Říma byl Maxmilián zaměstnán v papežské tiskárně jako reprodukční rytec, provádějící cizí grafické návrhy, jak sakrální, tak světské. Tiskárnu vedl typograf Giovanni Maria Salvioni, sídlila v budově vatikánského gymnázia (Archigymnasio Sapientiæ). Spolupráce byla dlouhodobá.
Limpach se v některých signaturách uvádí jako autor i provádějící mistr, pravidelně s přídomkem Pragensis, někdy doplňuje místo původu v Římě (Romae), někdy také letopočet. Poslední datovaná publikace, které se zúčastnil, je o malíři Domenichinovi z roku 1769 a vytvořil pro ni jen drobnou vinětu na prvním listu textu.
Ryl a vydával mědirytiny uměleckořemeslných předmětů (hodiny, vázy, zlatnické práce, nábytek) podle návrhů různých designérů, nejvíce stříbrníka Giovanniho Giardiniho da Forli, dále se účastnil jako rytec kolektivních prací při ilustrování knih, vydávaných různými tiskaři v Římě, v Lucce i jinde. Tam prokázal schopnost vytvářet i složité figurální kompozice.    
Svými pracemi je zastoupen v několika grafických sbírkách ve světěː
- Stolní/krbové hodiny s erbem (foto v infoboxu), kresba a rytina Giovanni Giardini, alba Disegni diversi, 1714 nebo 1739 Metropolitní muzeum umění v New Yorku[3]
- Disegni diversi , album mědirytin návrhů nábytku, hodin, lustrů a zlatnických prací, signatury Maxi Joseph Limpach Pragensis, kompletní počet listů není znám, byly číslované a nejvyšší známá pořadová čísla jsou 79 (Kávová souprava), 83 a 84 [4];  55 exemplářů vlastní Vatikánská apoštolská knihovna; 33 listů má Národní galerie ve Washingtonu[5], všechny návrhové kresby a některé rytiny provedl Giovanni Giardini, datováno 1714.
- Liber pontificalis z roku 1718, Limpach byl jedním z rytců; tiskl a vydal Giovanni Maria Salvioni[6]
- L'epistole della serafica vergine S. Caterina da Siena... Dopisy svaté Kateřiny ze Sieny, jeden z rytců ilustrací; vydavatel Leonardo Venturini, Lucca 1721.
- Fasáda dómu v Sieně, kreslil Lelio Cosatti (1677–před 1748), M.DCCXIX. Maximill Limpach Sculp. Romæ sup. perm. (1719 nebo 1739)[7]
- Picturae Dominici Zampieri vulgo Domenichino quae extant in sacello sacrae aedi cryptoferratensi adjuncto nunc primum tabulis aeneis incisae. Hlavička na prvním listu textu (nikoliv frontispic) publikace o malíři Domenichinovi, Řím 1769[2]. Podle letopočtu díla, jež se prezentuje jako první vydání, by se dalo soudit, že Maxmilián tehdy žil nebo krátce před tímto rokem zemřel.
- Viněty z neurčených knih[8]
  - Pelikán krmící mláďata vlastní krví, Bukranion mezi dvěma konvicemi, dva samostatné listy 35-36 x 16 cm; předlohy Giovanni Domenico Campiglia (1692-1768), vydal Salvioni
  - Orel s tureckými válečnými trofejemi, list 30,9 x 19,3 cm, předloha Sebastiano Conca (1680-1764), vydal Salvioni